# Anna Sporrer
Anna Sporrer (ur. 7 lipca 1962 w Mödling) – austriacka prawniczka i urzędniczka państwowa, w latach 2014–2025 wiceprezes Trybunału Administracyjnego, od 2025 minister sprawiedliwości.

## Życiorys
W 1990 ukończyła studia prawnicze na Uniwersytecie Wiedeńskim, w 1995 doktoryzowała się na tej uczelni. Pracowała jako asystentka w Trybunale Konstytucyjnym oraz w instytucji szkoleniowej VAB. W latach 1996–2004 i 2008–2013 była urzędniczką służby konstytucyjnej w urzędzie kanclerza. Pełniła m.in. funkcje zastępczyni kierownika sekcji oraz dyrektorki biura jednego z ministrów. Między tymi okresami odbywała aplikację adwokacką, a także przez pewien czas praktykowała w zawodzie adwokata. Zasiadała w radach doradczych do spraw człowieka oraz w komisji bioetycznej przy urzędzie kanclerza.
W styczniu 2014 objęła stanowisko wiceprezesa Trybunału Administracyjnego. W marcu 2025 z rekomendacji Socjaldemokratycznej Partii Austrii została powołana na urząd ministra sprawiedliwości w utworzonym wówczas gabinecie Christiana Stockera.